# Jan Campanus Vodňanský

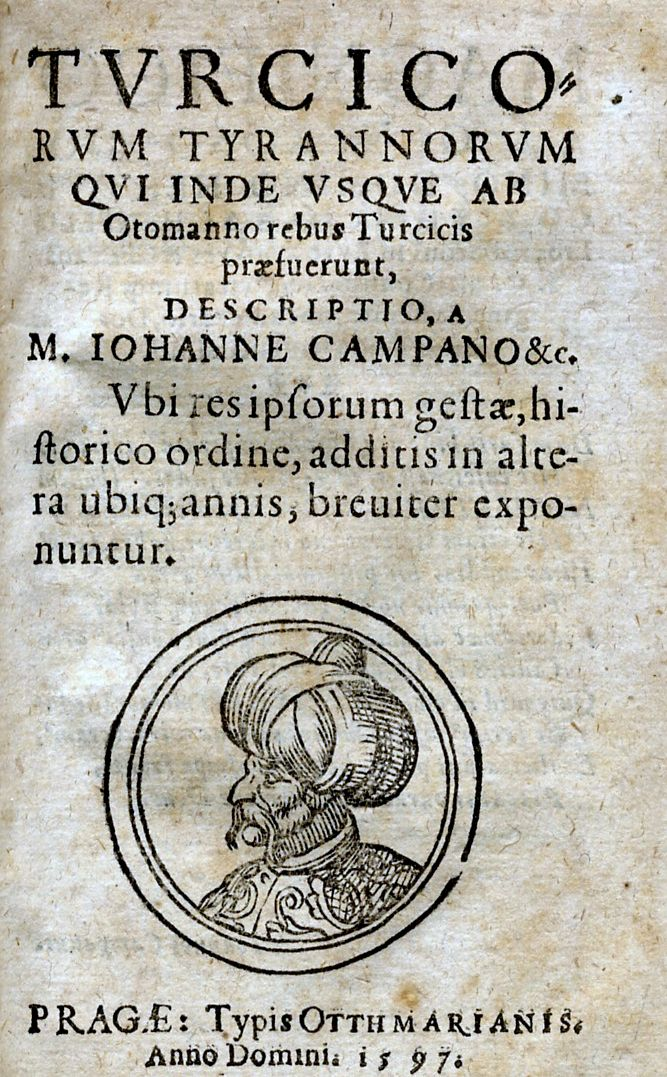
Tiulní list Camapnova spisu Turcicorum tyrannorum qui inde usque ab Otomanno rebus Turcicis praefuerunt, descriptio z roku 1597.

Jan Campanus Vodňanský [kampánus], též Jan z Vodňan nebo pouze Campanus (27. prosinec 1572 Vodňany – 13. prosinec 1622 Praha), byl český spisovatel a rektor pražské univerzity, již méně známý také jako hudební skladatel, jeden z nejslavnějších humanistických latinsky píšících básníků své doby.

## Život
Pocházel z rodiny chudého rolníka Martina Kumpána z Vodňan. Nejprve navštěvoval školy v Klatovech, Domažlicích a v Jihlavě, v roce 1593 vystudoval pražskou univerzitu a získal titul bakalář. V roce 1596 se stal mistrem svobodných umění. Poté působil jako učitel v Teplicích a v Hradci Králové, od roku 1598 jako školní správce u Svatého Jindřicha na Novém Městě pražském a od roku 1600 jako školní správce v Kutné Hoře. Roku 1603 se stal univerzitním profesorem, učil na pražské univerzitě klasickou literaturu, řečtinu a latinu. Několikrát se stal děkanem, dvakrát byl prorektorem (1612 a 1620) a dvakrát také rektorem univerzity (1612 a 1621).
Byl zastánce kalicha, ale ve stavovském povstání v letech 1618–1620 se příliš neangažoval. Po bělohorské porážce se veřejně roku 1622 své víry zřekl a přestoupil ke katolictví. To bylo vykládáno jako snaha zachránit si místo na univerzitě, za což byl svým okolím velmi odsuzován. On sám zdůvodňoval svůj postoj snahou prospět pražskému vysokému učení a zachránit je před pohlcením jezuitskou kolejí, protože univerzita byla za stavovského povstání jedním z center odboje. To se však ukázalo jako marné a on sám zemřel vnitřně zlomen několik dnů po zrušení university.
Osudy Jana Campana Vodňanského ztvárnil v románu Mistr Kampanus spisovatel Zikmund Winter.

## Dílo
Campanus psal většinou latinsky, někdy i řecky nebo česky. Jeho básně, psané elegickým distichem, časoměrným nerýmovaným veršem obvyklým v antice, se vyznačovaly formální dokonalostí a Campanus byl uznávaný nejen v Čechách, ale i v celé Evropě.

### Výběrová bibliografie
- Turcicorum tyrannorum qui inde usque ab Otomanno rebus Turcicis praefuerunt, descriptio (1597).
- Centuriae duae diaritum seu Epigrammatum (1600).
- Psalmi poenitentiales (1604).
- Sacrarum odarum libri duo (1611–1612, Posvátné ódy), přebásnění starozákonních Davidových žalmů do latiny, Campanovo nejvýznamnější básnické dílo.[4]
- Bretislaus (1614, Břetislav), divadelní hra jejíž provedení bylo v roce 1604 zakázáno, protože zpracovávala téma, které údajně hanilo dobrou pověst českých knížat (uváděno též pod názvem Břetislav a Jitka).
- Cechias (1616), zveršované české dějiny.
- Calendarium beneficiorum academiae Pragensis (1616, Kalendář dobrodiní pražské university), jde o přehled dobrodiní, poskytnutých Karlově universitě, kterým chtěl Campanus povzbudit mecenáše.

### Moderní edice
- Břetislav, Česká akademie císaře Františka Josefa pro vědy, slovesnost a umění, Praha 1915, přeložil Josef Král,
- Lyra Kampanova, Evropský literární klub, Praha 1942, výbor ze žalmů a ód, uspořádal Jan Branberger, přeložil Jan Blahoslav Čapek.
- Mecenáši Karlovy university: kalendář dobrodiní prokázaných Akademii pražské, poslaný jako dárek k Novému roku 1616, Husova fakulta, Praha 1949, přeložil Karel Hrdina.